# Smith & Wesson Модель 640
Smith & Wesson Модель 640 п'ятизарядний револьвер з коротким стволом під набій .38 Special або .357 Magnum представлений в 1990 році. Як і інші револьвери Smith & Wesson рамки J, він мав відкидний барабан, але ця модель мала прихований курок і був частиною лінійки Centennial.

## Історія
Перша модель була розроблена під набій .38 Special і мала стандартний ствол довжиною 1-7/8 дюйми. Друга модель була дещо важчою і з довшим стволом 2-1/8 дюйми. Револьвер випускали повністю з нержавіючої сталі. В 1995 було представлено модель 642, яку розробили з алюмінію і дали назву «airweight».
До 1993 року, коли виробництво було припинено, було представлено версію з довжиною стволу 3" дюйми. Того ж року S&W представили Модель 940, схожу на попередника, але під набій 9×19 мм Парабелум. В 1996 році виробництво Моделі 940 було припинено, а S&W почав випускати Модель 640 під набій .357 Magnum. Через потужність набою .357 magnum, довелося посилити раму спереду перед барабаном на тих моделях які вже випустили.
В 2001 році було представлено версію з рамкою зі скандію під набій .357 Magnum, який отримав назву Модель 340. Цей револьвер важив 10.9 унцій.
Незважаючи на свою маленьку раму та короткий ствол, револьвер міцний і досить точний.

## Револьвер 9/11
Модель 640 була в офіцера департамента поліції Нью-Йорка Вальтера Уівера коли він перебував в Світовому торговельному центрі під час атак 11 вересня. Пізніше його револьвер знайшли на місці трагедії, а його сім'я передала револьвер до Національного музею вогнепальної зброї NRA в Ферфаксі, Вірджинія.

## Оператори
- США — Департамент поліції Нью-Йорка (в резерві)